# مسعود الخوند
مسعود الخوند (1947-2006)، كاتب وباحث موسوعي لبناني من مواليد قضاء جزين جنوب لبنان، تلقى دروسه الابتدائية والمتوسطة والثانوية في بيروت قبل أن يلتحق بالجامعة اللبنانية ليتخصص في العلوم السياسية، ويحصل على شهادة الدكتوراه في العلاقات الدولية والفكر السياسي من جامعة باريس 1 - بانتيون سوربون (1977).

## الحياة المهنية
ومنذ دراسته الجامعية بدأ في العمل السياسي فكان أحد أبرز أعلام الحركة الطلابية المساندة للقضية الفلسطينية في بيروت، كما ساهم في تأسيس حركة الوعي الطلابية التي شكلت معلما يساريا رئيسا في بيروت الستينيات.
بعد إنهاء الدراسة الجامعية، شق مسعود الخوند طريقه بسرعة في الحياة الثقافية اللبنانية والعربية وساهم كتابة وتحريرا في «موسوعة السياسة» الصادرة عن مركز الدراسات الفلسطينية كما عمل أستاذا جامعيا لأكثر من ثلاثين سنة داخل لبنان وخارجه.
مع بداية الحرب اللبنانية (1975)، دخل الخوند مجال الصحافة المكتوبة فكان كاتب مقالات مميز في عدد من الصحف اللبنانية والعربية. تفرغ الخوند للعمل الثقافي والتعليم الجامعي فأطلق باكورة أعماله «المعجم التاريخي للدول» عام 1982 الذي لاقى نجاحا كبيرا وضع مسعود الخوند في مصاف كبار المثقفين اللبنانيين في ذلك الوقت. مع اجتياح الجيش السوري عام 1990 للمناطق الشرقية في بيروت وجد الخوند نفسه ملاحقا من المخابرات السورية ما اضطره للهروب واللجوء إلى فرنسا لشهور عدة قبل أن يتلقى ضمانات سمحت له بالعودة إلى لبنان حيث عاش أعواما صعبة إثر تمنع معظم المؤسسات الأكاديمية والإعلامية عن التعامل معه نظرا لسقف خطابه المرتفع دائما بوجه الاحتلال السوري للبنان.
العام 1992 شهد ضربة مؤلمة في عائلة مسعود الخوند، إثر اختطاف شقيقه القائد الكتائبي الشهير بطرس خوند، فتنقل في عواصم القرار حاملا قضية شقيقه والاسرى اللبنانيين في السجون السورية.
العام 1994 شهد ولادة قمة أعمال مسعود الخوند، الموسوعة التاريخية الجغرافية، التي أصدرها منفردا على مدى أكثر من عشرة اعوام ونال على إثرها عشرات الجوائز وشهادات التقدير من أكثر من دولة عربية وغربية بالإضافة إلى مؤسسات ثقافية حول العالم.
يعرف الخوند بأسلوبه التحليلي الشيق وهو صاحب كلمة جميلة وعميقة، جعلته محط انظار الوسط الثقافي اللبناني والعربي وصنعت له مكانة مميزة داخله.

## أهم المؤلفات
- «المعجم التاريخي للدول» (1983)
- «من آلام الازمة إلى آلام الحل» (1989)
- «الموسوعة التاريخية الجغرافية» بأجزائها العشرين. (1994-2005)
- «موسوعة الحرب اللبنانية» (2006)
- «الأقليات المسلمة في العالم» (2006)

بالإضافة إلى مئات المقالات والتحليلات والدراسات المنشورة في الصحف اللبنانية والعربية والدولية بينها منشورات خاصة بالأمم المتحدة. لقب بـ«كاتب المئة الف صفحة» نظرا لإنتاجه الغزير.
وافته المنية في الخامس عشر من حزيران 2006 إثر تعرضه لجلطة دماغية، كان يثابر قبلها على التحضير لعمل موسوعي جديد يؤرخ للسنوات الأخيرة من تاريخ لبنان. ارتبط عام 1982 بالسيدة ريموندا أبي نادر وانجبا أربعة أولاد هم هشام، هيثم، هنادي وهاني.